# Eureka (Illinois)
Eureka je grad u američkoj saveznoj državi Ilinois. Prema popisu stanovništva iz 2010. u njemu je živjelo 5.295 stanovnika.